# Aeroporto Internacional do Cibao
O Aeropuerto Internacional del Cibao (em espanhol: Aeropuerto Internacional del Cibao) IATA:STI ICAO:MDST é um aeroporto internacional em Santiago de los Caballeros, a segunda maior cidade da República Dominicana, na região do Cibao. Tem um moderno terminal com algumas das mais avançadas facilidades aeroportuárias. Maiormente serve a dominicanos que vivem nos Estados Unidos e ilhas caribenhas como Cuba, Ilhas Turcos e Caicos, Puerto Rico e Panamá.

## Ligações Externas
- Satellite image from TerraServer[ligação inativa]
- Flight schedule tracker
- Airport information with satellite map